# Probablemente (canción de Christian Nodal)
«Probablemente» es una canción compuesta por Luis Lozano e interpretada por el cantante mexicano Christian Nodal en colaboración con el cantante español David Bisbal. La canción se estrenó el 9 de junio de 2017, como el segundo sencillo de su álbum debut Me dejé llevar.
Alcanzó el número dos en la lista de las 20 principales canciones mexicanas generales y el número veinte en la lista de las mejores canciones latinas de Billboard en los Estados Unidos.

## Antecedentes y lanzamiento
Para promover el lanzamiento de la canción y su álbum Me Dejé Llevar, Nodal cantó «Adiós amor» y «Probablemente» en la 6.ª edición de Your World Awards.

## Rendimiento comercial
En México, «Probablemente» alcanzó el número dos en la lista general de los 20 principales de México. En los Estados Unidos, el sencillo entró en Billboard Hot Latin Songs y alcanzó su punto máximo en el número quince, mientras que la canción alcanzó el número uno en Billboard Regional Mexican Songs en 2017.

## Posicionamiento en listas
| Listas (2017-2018)                      | Mejor posición |
| --------------------------------------- | -------------- |
| Estados Unidos (Hot Latin Songs)        | 15             |
| Estados Unidos (Regional Mexican Songs) | 1              |
| Guatemala (Monitor Latino)              | 20             |
| España (iTunes Latín Songs)             | 1              |
| México (Monitor Latino)                 | 2              |

## Certificaciones
| País (organismo certificador) | Certificación | Unidades certificadas |
| ----------------------------- | ------------- | --------------------- |
| Estados Unidos (RIAA)         | 5x Platino    | 1 260 000             |

## Historial de lanzamiento
| País   | Fecha              | Formato                     | Discográfica    |
| ------ | ------------------ | --------------------------- | --------------- |
| Varios | 9 de junio de 2017 | Descarga digital, Streaming | Universal Music |